# Конвентуалски манастир (Раковски)
„Свети Максимилиян Колбе“ е действащ католически манастир и дом на отците францисканци-конвентуалци, разположен в квартал „Нов център“ на град Раковски.

## История
Манастирът е осветен на 2 април 2000 г. и се стопанисва от монаси от ордена на конвентуалците.
Първият настоятел на манастира е Максимилиан (Йосиф) Балабански. Св. Максимилиян Мария Колбе е бил негов покровител. Отец Балабански написва и му посвещава книга под заглавие „Св. Максимилиян Мария Колбе – Рицарят на Пренепорочната“.
През 2011 година в манастира е проведен международен симпозиум за 70-а годишнина от смъртта на Св. Максимилиян Колбе – дарил живота си за да спаси друг. На 25 май 2013 в манастира се провежда симпозиум на тема „Свидетели на вярата във Възкръсналия Христос“ с представяне на биографиите на 13 мисионера от ордена на конвентуалците. Отец Йосиф Кривчев, роден в село Балтаджии, сега квартал на град Раковски, е първият българин член на ордена.
Храмов празник - 14 август.

## Настоятели
- отец Максимилиян Балабански
- неизв. ...
- отец Венцислав Николов
- отец Атанази Сулик
- отец Евгений Ружански